# XXIII Brygada Piechoty
XXIII Brygada Piechoty (XXIII BP) – brygada piechoty Wojska Polskiego II RP.
Brygada sformowana została w 1919, w składzie 12 Dywizji Piechoty. 
W 1921 jej dowództwo zostało rozwiązane.

## Dowódcy
- gen. ppor. Mieczysław Linde
- płk piech. Jan Wolgner[1]

## Skład
Przed wyprawą kijowską
- 52 pułk piechoty
- 53 pułk piechoty

Okres pokoju
- dowództwo XXIII Brygady Piechoty
- 51 pułk piechoty Strzelców Kresowych
- 52 pułk piechoty Strzelców Kresowych